# Les As du turf
Les As du turf est un film français réalisé par Serge de Poligny, sorti en 1932.

## Fiche technique
- Réalisation : Serge de Poligny
- Scénario : Marc-Hély Saint-Granier
- Producteur : Robert Kane
- Production : Les Studios Paramount
- Distribution : Les Films Paramount
- Durée : 86 minutes
- Dates de sortie :
  - 24 mars 1932

## Distribution
- Paul Pauley : Lafleur
- Alexandre Dréan : Papillon
- Josyane : Ginette
- Janett Flo : Lulu
- Marcel Barencey : le patron
- Henri Jullien : le bookmaker
- Madeleine Guitty : la cuisinière
- Jeanne Fusier-Gir : la directrice de l'atelier
- Georges Bever : le commissaire-priseur
- Katia Lova
- Pierre Labry
- Raymond Aimos